# Карта Зено

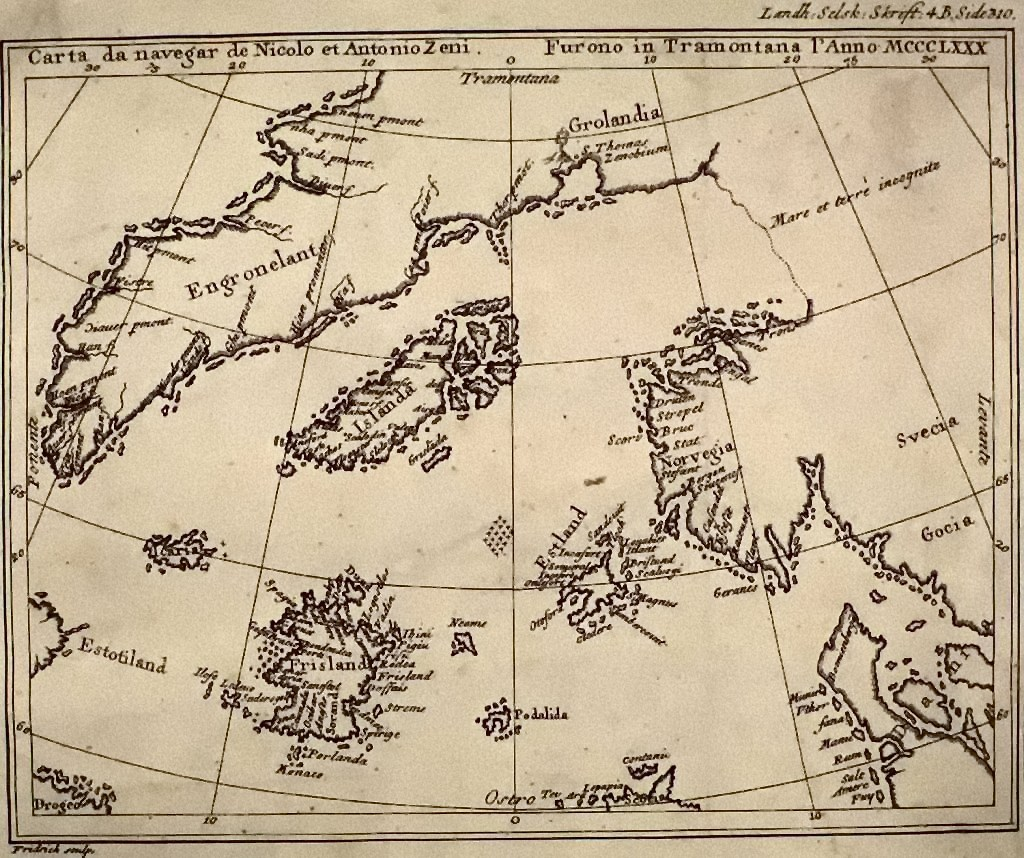
Репродукция карты Зено из книги 1793 года

Ка́рта Зено́ — карта Северной Атлантики, впервые опубликованная в 1558 году в Венеции Николо Зено, потомком Николо Зено, одного из братьев Зено.
Зено-младший опубликовал карту, а также ряд писем, утверждая, что он нашёл их в кладовке в доме его семьи в Венеции. По словам Зено, карта и письма датируются примерно 1400 годом и якобы описывают дальнее плавание, предпринятое братьями Зено в 1390-е годы под руководством князя Зичмни. Путешественники якобы пересекли Северную Атлантику и, согласно некоторым интерпретациям, достигли Северной Америки.
Большинство историков считают карту и сопровождающий её рассказ мистификацией, предпринятой молодым Зено с целью обеспечить Венеции приоритет в открытии Нового Света до Христофора Колумба.
Свидетельства против подлинности карты в основном базируются на изображении на ней многих несуществующих островов в Северной Атлантике и у берегов Исландии. Один из этих несуществующих островов — Фрисланд, где братья Зено якобы провели некоторое время.
Некоторые учёные считали, что карта основана на других картах XVI века, в частности на Carta Marina.